# 澤爾卡利諾耶湖 (維堡區)

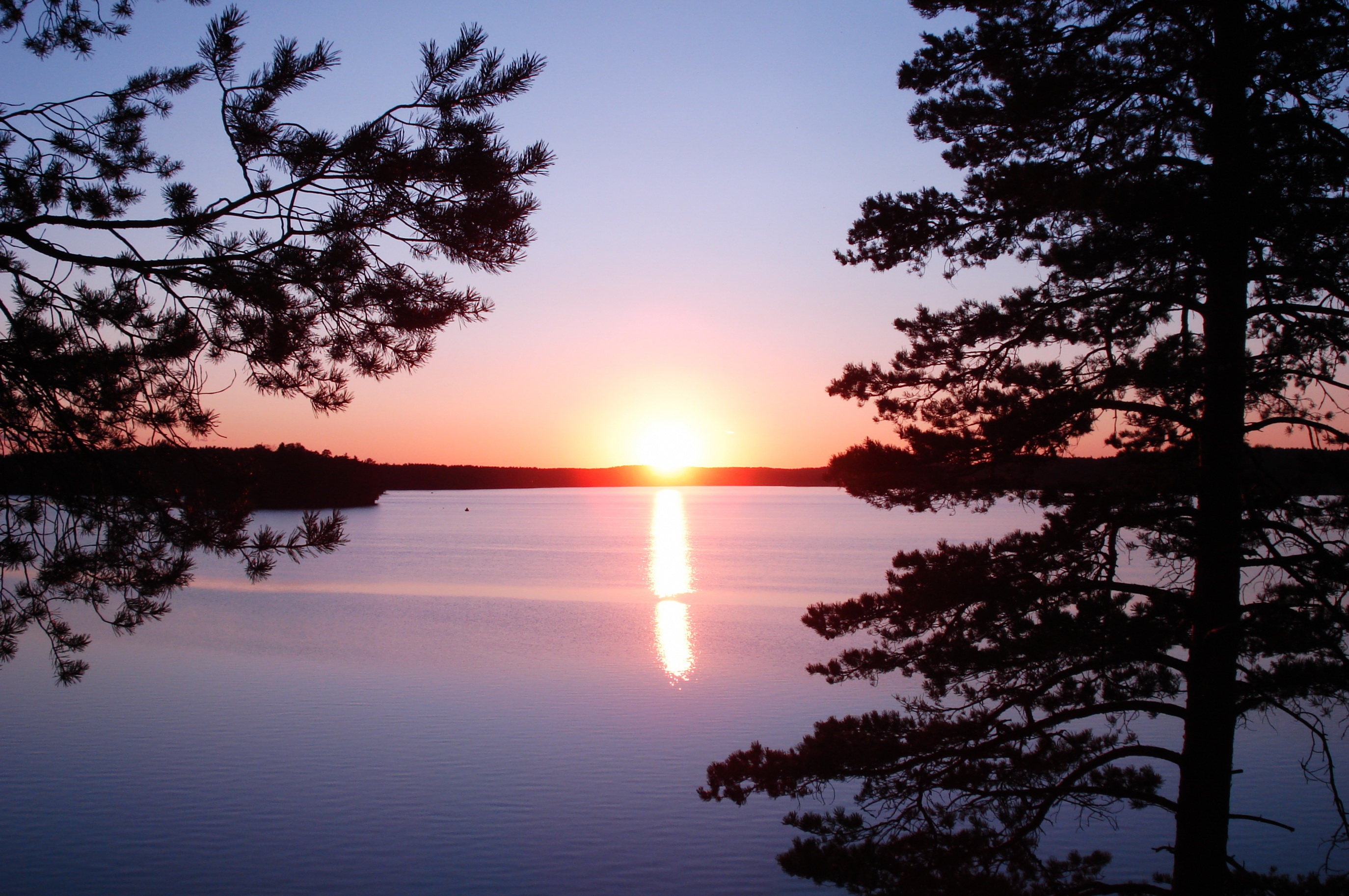

60°13′55″N 29°7′57″E / 60.23194°N 29.13250°E
澤爾卡利諾耶湖（俄语：Зеркальное озеро），是俄羅斯的湖泊，位於該國西北部，由列寧格勒州負責管轄，長4.5公里、寬1.8公里，該湖泊海拔高度60米，最大水深49.5米。